# Список умерших в 1884 году
В этой статье представлен список известных людей, умерших в 1884 году.
См. также: Категория:Умершие в 1884 году

## Январь
- 6 января — Георгий Блосфельд (85) — Доктор медицины, ординарный профессор казанского университета.
- 6 января — Грегор Иоганн Мендель (61) — австрийский биолог и ботаник, сыгравший огромную роль в развитии представления о наследственности.
- 11 января — Эммануил Дмитриев-Мамонов (59) — русский художник-портретист.
- 18 января — Джон Уискер (37) — британский шахматист и шахматный журналист.
- 21 января — Паива (64) — европейская куртизанка еврейского происхождения, одна из ярких символических фигур Второй империи.

## Февраль
- 3 февраля — Эжен Руэр (69) — французский политический деятель, близкий сподвижник Наполеона III, получивший прозвище «вице-император».
- 8 февраля — Кечвайо — верховный правитель (инкоси) зулусов с 1872 по 1879, возглавил сопротивление зулусов в ходе Англо-зулусской войны 1879 года.
- 11 февраля — Бахман Каджар (72) — персидский государственный деятель, фельдмаршал Ирана.
- 22 февраля — Константин Базили — русский востоковед, путешественник и дипломат греческого происхождения.

## Март
- 8 марта — Владимир Адлерберг (92) — российский генерал-адъютант, генерал от инфантерии, главноначальствующий над Почтовым департаментом, министр Императорского двора и уделов в 1852—1870 годах.
- 16 или 17 марта — Погге, Пауль (45) — немецкий путешественник, исследователь Африки.
- 27 марта — Фёдор Сарычев (59—60) — русский адмирал, участник Крымской войны.

## Апрель
- 11 апреля — Жан Батист Андре Дюма (83) — французский химик-органик и государственный деятель.
- 22 или 24 апреля — Мария Тальони (79 или 80) — знаменитая итальянская балерина, центральная фигура в балете эпохи романтизма.

## Май
- 12 мая — Бедржих Сметана (60) — чешский композитор, пианист и дирижёр, основоположник чешской национальной композиторской школы.

## Июнь
- 9 июня — Авраам Бьюфорд (Abraham Buford II) (64) — кавалерист армии Южан в годы гражданской войны в США, бригадный генерал[1].
- 15 июня — Карл Людвиг Грюнне (75) — австрийский генерал от кавалерии, генерал-адъютант.

## Июль
- 1 июля — Алан Пинкертон (64) — американский сыщик и разведчик шотландского происхождения, наиболее известен как основатель «Национального агентства Пинкертона» (англ. Pinkerton National Detective Agency).

## Август
- 8 августа — Мирослав Тырш — чешский общественный и спортивный деятель
- 20 августа — Александр Юнг (85) — немецкий писатель.
- 21 августа — Евгений Макаров (41) — русский живописец, график.
- 31 августа — Роберт Торренс — австралийский политик и государственный деятель, третий премьер Южной Австралии.

## Сентябрь
- 28 сентября — Луи Геккерн (91) — голландский дипломат, приёмный отец Жоржа Дантеса.

## Октябрь
- 11 октября — Энтони, Генри Тайбаут[англ.] (70) — американский фотограф, вице-президент компании E. & H. T. Anthony & Company.

## Ноябрь
- 6 ноября — Владимир Жемчужников (54) — русский поэт, брат Алексея и Александра Жемчужниковых, один из создателей (вместе с братьями и Алексеем Толстым) Козьмы Пруткова.
- 30 ноября — Болеслав Маркевич — русский писатель, публицист, литературный критик, государственный служащий.

## Декабрь
- 14 декабря — Николай Курочкин (54) — русский поэт, переводчик, публицист, брат Василия и Владимира Курочкиных.
- 15 декабря — Надежда Соханская (61) — российская писательница.
- 29 декабря — Алексей Уваров (59) — русский археолог, один из основателей Русского и Московского археологических обществ, Исторического музея в Москве, инициатор археологических съездов.

## Дата неизвестна или требует уточнения
- Никифор Щёголев — российский духовный писатель и педагог.